# Hachemi Boussaâda
Hachemi Boussaâda (en arabe : هاشمي بوسعادة) est un footballeur algérien né le 25 février 1978 à Mascara. Il évolue au poste de défenseur.

## Biographie
Hachemi Boussaâda évolue en Division 1 avec les clubs du GC Mascara et du MC Oran.
Il dispute une cinquantaine de matchs en Division 1 entre 2009 et 2012.

## Palmarès
- Accession en Ligue 1 en 2009 avec le MC Oran.